# Kisoroszi
Kisoroszi é um município da Hungria, situado no condado de Peste. Tem 10,94 km² de área e sua população em 2015 foi estimada em 962 habitantes.